# Систематика
Систематика, или биолошка класификација, је биолошка дисциплина која се бави проучавањем, разграничавањем, упоређивањем, хијерархијом и филогенијом организама. Она је саставни дио таксономије (грч. tassein - „сврстати”; nomos – закон, наука), која на темељу сличности и разлика категоризује и разврстава групе живих (и изумрлих) организама. При систематизовању је нужно укључити што више параметара који утичу на процесе еволуције нових врста како би се утврдила целовита филогенеза.
Систематика је област биологије у којој се дефинишу групе организама на основу њихових одлика, да би се затим утврдиле везе између тих група и преко тих веза групе класификовале по различитим принципима. Особине по којима се врши груписање могу бити било која својства организама (физиолошке, морфолошке, еколошке, биохемијске, генетичке, биогеографске (распрострањеност), одлике понашања...).
Различите групе организама називају се таксони. Таксони који имају заједничка својства групишу се у таксоне вишег нивоа. Стављање организама у таксоне који се налазе на различитим хијерархијским нивоима назива се класификација, а ниво који таксон има у класификацији назива се систематска или таксономска категорија. У царству животиња највише категорије су типови (раздели) који се затим деле на класе, па даље на редове, породице, родове и на крају на врсте.
| Таксономске категорије | пример хијерархије биљних таксона |
| ---------------------- | --------------------------------- |
| домен (лат. domen)          | еукариоте (лат. )                 |
| царство (лат. regnum)        | биљке (лат. )                     |
| раздео (лат. phylum)         | скривеносеменице (лат. )          |
| класа (лат. classis)          | дикотиледоне биљке (лат. )        |
| ред (лат. ordo)            | лат.                              |
| породица (лат. familia)       | главочике (лат. )                 |
| род (лат. genus)            | лат.                              |
| врста (лат. species)          | хајдучка трава (лат. .)           |

## Рани системи
Први познати систем класификације живога света потиче још од грчког филозофа Аристотела, који је животиње поделио с обзиром на начин покретања (ваздушни, копнени и водени).
Године 1172 Ибн Рушд, севиљски судија, на арапски преводи Аристотелову књигу De Anima (О души). Изворник је изгубљен али латински је превод Мичела Скота остао очуван до данас. Значајан напредак је учинио швајцарски професор Конрад фон Геснер (1516–1565). Геснеров рад је критички осврт на дотада познати живи свет.
Истраживање делова Новог света довело је до појаве бројних рукописа и примерака нових животињских облика. У другом делу 16. и почетком 17. века започиње помно проучавање животиња, које се, иако првотно усмерено према познатијим врстама, поступно развијало творећи научну грађу која ће послужити као анатомски основ систематике. Прво значајније кориштење тих спознаја у сврху сврставања живих бића остварили су медицински анатоми, попут Фабриција (1537–1619), Петра Северина (1580–1656), Вилијама Харвија (1578–1657), и Едварда Тајсона (1649–1708). За напредак у систематици, услед рада ентомолога и првих микроскописта, заслужно је истраживање Марчела Малфигалија (1628–1694), Јана Свамердама (1637–1680) и Роберта Хука (1635–1702).
Џон Реј (1627–1705) био је енглески природословац, који је учинио важан искорак према савременој таксономији у делу Historia Plantarum. Реј је одбацио систем рачвасте раздеобе према којем су се врсте делиле с обзиром на типски систем, те је изградио приступ према којем се биљке систематизују с обзиром на сличности и разлике до којих се долази посматрањем.

### Лине
Две године након смрти Џона Раја је рођен Карл Лине (1707–1778). Његово је капитално дело, Systema Naturae, већ током његовог живота је реиздано дванаест пута (1. издање сеже у 1735). У свом је раду природу поделио на три царства: минерале, биљке и животиње. Лине је користио четири ступња: разред, ред, род и врсту.
Лине је најпознатији по свом увођењу методе која се још увек користи при обликовању научног назива сваке поједине врсте. Пре Линеа су се користили подужи називи врста, који, због свог описног карактера, нису били стабилни. Доследном употребом два латинских назива — име припадајућег рода следи специфични атрибут — Лине издваја номенклатуру од таксономије или систематике. Тај договорни начин именовања врста назива се бинарна номенклатура (двојно називље).
Данас називље регулишу кодекси номенклатуре, који заговарају поделу називља по ступњевима.

## Савремени развој
Будући да је Лине жива бића од почетка класификовао с циљем олакшавања њихове идентификације, данас је систематика општеприхваћена као одраз дарвиновских принципа заједничког наслеђа.
Од 1960-их се јавља кладистичка таксономија или кладизам, који таксоне поставља у еволуционо стабло. Ако таксон укључује све потомке истог претка, назива се монофилогенетски. Нови службени кодекс номенклатуре FiloKodeks тренутно је у фази израде. Замишљен је тако да уместо таксона користи кладоне (грч. klados – огранак, изданак). Међутим још увек је нејасно како ће, ако се потоње спроведе, различити кодекси међусобно коегзистирати.
Домени су релативно нова група. Тродоменски систем је изумљен 1990, али донедавно није био општеприхваћен. Данас већина биолога прихвата систем домена, док мањина остаје при методи пет царстава. Главна је карактеристика ове методе одвајање групе Archaea и Bacteria, које су пре биле спојене под истом групом Prokariota (или Monera). Мали број научника признаје Archaeu у посебно, шесто царство не придржавајући се методе поделе у домене.

## Примери
Пет обично систематизованих врста су: винска мушица врло добро позната лабораторијским генетичарима (Drosophila melanogaster), људи (Homo sapiens), грашак који је користио Грегор Мендел у откривању генетичких закона (Pisum sativum), гљива мухара - Amanita muscaria, и бактерија Escherichia coli. Осам главних ступњева је истакнуто; уз њих је дан и пресек нижих ступњева.
| Ступањ                  | Винска мушица   | Човек       | Грашак          |                    |                    |
| ----------------------- | --------------- | ----------- | --------------- | ------------------ | ------------------ |
| Домен                   | Eukarya         | Eukarya     | Eukarya         | Eukarya            | Bacteria           |
| Царство                 | Animaliaia      | Animaliaia  | Plantae         | Fungi              | Bacteria           |
| Колено или одељак       | Arthropoda      | Chordata    | Magnoliophyta   | Basidiomycota      | Proteobacteria     |
| Потколено или пододељак | Hexapoda        | Vertebrata  | Magnoliophytina | Hymenomycotina     |                    |
| Разред                  | Insecta         | Mammalia    | Magnoliopsida   | Homobasidiomycetae | γ-Proteobacteria   |
| Подразред               | Pterygota       | Placentalia | Magnoliidae     | Hymenomycetes      |                    |
| Ред                     | Diptera         | Primate     | Fabales         | Agaricales         | Enterobacteriales  |
| Подред                  | Brachycera      | Haplorrhini | Fabineae        | Agaricineae        |                    |
| Породица                | Drosophilidae   | Hominidae   | Fabaceae        | Amanitaceae        | Enterobacteriaceae |
| Потпородица             | Drosophilinae   | Homininae   | Faboideae       | Amanitoideae       |                    |
| Род                     | Drosophila      | Homo        | Pisum           | Amanita            | Escherichia        |
| Врста                   | D. melanogaster | H. sapiens  | P. sativum      | A. muscaria        | E. coli            |

- Ботаничари и миколози за именовање виших таксона користе договорно систематско називље, користећи латински корен и стандардни наставак (види ниже). На пример, назив за породицу ружа Rosaceae се добија од корена „Ros-” рода „Rosa” и стандардног наставка за породице „-aceae”.
- Zoolozi koriste slično dogovorno nazivlje za više taksone, no samo do stupnja natporodice.
- Viši su taksoni i međutaksoni vrlo skloni promjenama u slučaju novih otkrića. Tradicionalna je podjela primata, na primjer, (razred Mammalia — podrazred Theria — podrazred Eutheria — red primati) dovedena u pitanje zbog najnovije McKennove i Bellove klasifikacije (razred Mammalia — podrazred Theriformes — podrazred Holotheria — red primati). Ovakve razlike proizilaze iz vrlo malog broja slobodnih stupnjeva u odnosu na brojna mjesta granjanja koje nalazimo u fosilnom nalazu.
- Unutar vrste možemo raspoznati još niže jedinice. Životinje se mogu svrstati u podvrste (npr. Homo sapiens sapiens, suvremeni čovjek). Biljke se također mogu svrstati u podvrste (npr. Pisum sativum subsp. sativum, vrtni grašak) ili varijetete (npr. Pisum sativum var. macrocarpon, zimski grašak), dok se kultiviranim biljkama dodaje narodni naziv unutar jednostrukih navodnika. Bakterije se mogu sistematizirati u loze ili sojeve (primjerice Escherichia coli O157:H7, vrsta koja izaziva trovanje hranom).

## Суфикси група
Таксонима изнад нивоа рода се најчешће придодају имена изведена од латинског (или латинизираног) корена родног имена и стандардног суфикса. Суфикси помоћу којих се обликује назив зависе од царства, а ређе и од колена и разреда, како је приказано у таблици.
| Ступањ              | Биљке    | Алге      | Гљиве      | Животиње |
| ------------------- | -------- | --------- | ---------- | -------- |
| Одељак/Кољено       | -phyta   | -phyta    | -mycota    |          |
| Пододељак/Потколено | -phytina | -phytina  | -mycotina  |          |
| Разред              | -opsida  | -phyceae  | -mycetes   |          |
| Подразред           | -idae    | -phycidae | -mycetidae |          |
| Надред              | -anae    | -anae     | -anae      |          |
| Ред                 | -ales    | -ales     | -ales      |          |
| Подред              | -ineae   | -ineae    | -ineae     |          |
| Подред              | -aria    | -aria     | -aria      |          |
| Надпородица         | -acea    | -acea     | -acea      | -oidea   |
| Породица            | -aceae   | -aceae    | -aceae     | -idae    |
| Потпородица         | -oideae  | -oideae   | -oideae    | -inae    |
| Племе               | -eae     | -eae      | -eae       | -ini     |
| Потплеме            | -inae    | -inae     | -inae      | -ina     |

- Корен речи не треба бити правилан, како би се нужно извео из номинативног облика који је присутан у називу рода. Латински „homo” (човек), на пример, има корен „homin-”, те је Hominidae, а не „Homidae”.
- У случају животиња, стандардни суфикси за таксоне постоје само до ступња натпородице (ICZN чланак 27.2).